# Клаудіо Убеда
Клаудіо Убеда (ісп. Claudio Úbeda, нар. 17 вересня 1969, Росаріо) — аргентинський футболіст, що грав на позиції захисника. По завершенні ігрової кар'єри — тренер.
Виступав, зокрема, за клуб «Расинг» (Авельянеда), а також молодіжну збірну Аргентини. Загалом за кар'єру провів 424 ігор в Першому дивізіоні Аргентини.

## Клубна кар'єра
Народився 17 вересня 1969 року в місті Росаріо. Вихованець футбольної школи клубу «Сентраль Кордова». Дорослу футбольну кар'єру розпочав 1988 року в основній команді того ж клубу.
Згодом з 1990 по 1994 рік грав у складі клубу «Росаріо Сентраль», за який провів 116 матчів у чемпіонаті, після чого перейшов у мексиканське «Керетаро».

Клаудіо Убеда (ліворуч) під час виступів за «Росаріо Сентраль». 1991 рік.

Своєю грою за останню команду привернув увагу представників тренерського штабу «Расинга» (Авельянеда), до складу якого приєднався 1995 року. Відіграв за команду з Авельянеди наступні дев'ять сезонів своєї ігрової кар'єри, ставши одним з лідерів і капітаном команди. Самен у цьому статусі Убеда виграв з командою перше за 35 років чемпіонство — " Апертуру 2001 року.
У сезоні 2004 року виступав за японське «Токіо Верді», вигравши з командою Кубок Імператора, після чого повернувся в «Расинг» (Авельянеда) і 4 лютого 2006 року в матчі проти «Арсеналу» Убеда провів свій 400-ий матч у вищому аргентинському дивізіоні. Наступного року Убеда покинув клуб, зігравши за нього загалом 329 матчів, ставши польовим гравцем з найбільшою кількістю матчів з клуб в історії — більше, 334 матчі, провів тільки воротар клубу Агустін Сехас.
Завершив професійну ігрову кар'єру у клубі «Уракан», за який недовго виступав протягом 2007 року, після чого 14 грудня став головним тренером команди.

## Виступи за збірну
1989 року залучався до складу молодіжної збірної Аргентини. На молодіжному рівні зіграв в одному офіційному матчі.

## Кар'єра тренера
На свої першій тренерській роботі у «Уракані» Убеда працював до 14 вересня 2008 року, після чого 2010 року недовго очолював «Індепендьєнте» (Авельянеда).
У 2011 році він прийняв пропозицію повернутися до «Расинга» (Авельянеда), де став помічником Альфіо Басіле, а наступного року очолив «Бока Унідос».
У 2014 році вперше очолив закордонний клуб, яким став чилійський «Депортес Магальянес», який Клаудіо залишив 21 квітня 2015 року через одинадцять ігор без перемог та низьку позицію в турнірній таблиці.
У січні 2016 року він повернувся в «Расинг» (Авельянеда) як тренер резервної команди, а у серпні навіть у двох матчах керував першою командою як виконувач обов'язків. У жовтні того ж року він покинув клуб для того аби очолити молодіжну збірну Аргентини. Під керівництвом Убеди збірна стала четвертою на молодіжному чемпіонаті південної Америки і кваліфікувалась на молодіжний чемпіонат світу того ж року, що пройшов у Південній Кореї. Втім на ньому збірна сенсаційно не зуміла вийти з групи після чого Убеда був звільнений.

## Титули і досягнення
- Чемпіон Аргентини (1):

«Расінг Брюссель»: Апертура 2001
- Володар Кубка Імператора (1):

«Токіо Верді»: 2004